# Styrax serrulatus
Styrax serrulatus är en storaxväxtart som beskrevs av William Roxburgh. Styrax serrulatus ingår i släktet Styrax och familjen storaxväxter.

## Underarter
Arten delas in i följande underarter:
- S. s. mollissimum
- S. s. rugosum